# Suomar
Suomar (en latin Suomarius) est un roi alaman du royaume barbare des Alamans au IVe siècle.
L'historien romain Ammianus Marcellinus rapporte qu'après une bataille victorieuse contre le chef des armées romaines Barbatio en 357 à Rauracum (Kaiseraugst) qui regroupait les rois alamans Suomar, Hortar, Ur, Ursicinus et Vestralp sous la direction de Chnodomar et Agenarich, leurs armées s'élancèrent dans la bataille d'Argentoratum. À la suite de la défaite Suomar supplia le commandant en chef des Romains Severus pour sa vie et ses terres, ce qui lui sera accordé grâce à l'appui de soldats et de ravitaillement de provisions.
En 358, un accord de paix est conclu entre le César Julien (celui qui en 361 devint empereur). Le successeur romain de l'empereur Julien, Valentinien Ier ne prolongea cependant pas ce traité.